# ぼくの娘を盗むのですか
ぼくの娘を盗むのですか（ぼくのむすめをぬすむのですか）は、日本テレビ系の水曜グランドロマンで1991年6月19日に放映されたテレビドラマである。
仮題として『ぼくの娘を盗むんですか!?』や『ああ!花嫁のお父さん』の台本も存在している。

## スタッフ
- 企画：小杉義夫
- 脚本：布勢博一
- 音楽：設楽幸嗣
- 演出：結城章介（日本テレビ）
- プロデューサー：吉野洋（日本テレビ）、溝口至（バップ）
- プロデューサー補：深山由美子（バップ）
- 演出補：高木治男（VIC）、森雅弘（VIC）、阿部吉伸（VIC）
- 制作進行：鷲津雅英（フリー）
- 記録：中村恵津子（フリー）
- 制作デスク：大沢久美子（NTV）
- 生田P・M：相馬清三（生田スタジオ）
- T・D：関吉一（生田スタジオ）
- 撮影：富沢義明（生田スタジオ）
- 撮影助手：生田スタジオ
- 照明：勝田文雄（生田スタジオ）
- 照明助手：生田スタジオ
- 音声：岩崎昌博（生田スタジオ）
- 音声助手：生田スタジオ
- VE：竹内一夫（生田スタジオ）
- VTR：阿部正美（生田スタジオ）
- 音効：諸橋毅一（VIC）、小島幸子（VIC）
- 美術デザイン：外山一身（NTV）
- 装飾：林田卓哉（テレフィット）
- 装置：斉藤龍弘（俳優座）
- 持道具：那須悟（京阪商会）
- 衣裳：木村操 （東京衣裳）
- メイク：大里清美 （スタジオまむ）
- 特効：平井龍生 （俳優座）
- 生花：田中昭範 （京花園）
- ガラス：両国硝子
- 造園：よみうり造園
- 美術デスク（AP）：橋口武 （日本テレビ）
- 広報：織田弘美（NTV）
- スチール：川澄雅一（テシコ）
- 車輌：遠藤（日本リース）
- 馬術指導：田中茂光、黒沼道子
- ロケ協力：ウエスタン乗馬クラブ ラングラーランチ
- 製作：日本テレビ
- 制作協力：（株）バップ

## 水曜グランドロマンテーマ曲
- 「水に挿した花」
  - 作詞：只野菜摘
  - 作曲：広谷順子
  - 編曲：西平彰
  - 唄：中森明菜（ワーナー・パイオニア（現：ワーナーミュージック・ジャパン））

## 出演
- 西村和久：宇津井健
- 伸子（西村和久の娘）：藤田朋子
- 浜田高史（伸子の彼氏）：松村雄基
- 竹井貴久子[1]（西村和久の妹）：野川由美子
- 大沢浩文（西村和久の部下）：美木良介
- 下川辰平
- 敏子：大森暁美
- 高津住男
- 佐藤：児玉謙次
- 増岡弘
- 木村翠
- 竹井昌美（喜久子の娘）：阿部朋子
- 絹江：顔写真（西村和久の妻）